# ステキな片想い
『ステキな片想い』(すてきなかたおもい、韓: 고품격 짝사랑、簡: 高品格单恋、英: High-End Crush)は、中韓合作で制作、2015年にネット配信及びVOD配信されたドラマである。

## 概要
『ステキな片想い』は、韓国のキム・ジョンハクプロダクションと中国のSOHU.com(搜狐)が合作し、大手芸能事務所の社長と田舎育ちの純朴な少女とのぎこちないロマンスをコミカルに描いた恋愛ドラマである。
自信家で傲慢なところがあるが田舎育ちの少女と出会って人生の調子が狂ってしまうチェ・セフン役をチョン・イルが、ソウルから離れた山奥に住んでいる浮世離れした少女ユ・イリョン役をチン・セヨンが、それぞれ演じている。また、セフンの事務所に所属するアイドル役で、SISTARのボラ、MONSTA Xが出演している。
本作は、先行して2015年11月14日から中国のポータルサイトSOHU.com(搜狐)とSohu TV(搜狐视频)公式サイトで公開され、韓国では2015年12月28日からGOM TVやTVingなどのVOD配信サービスで公開、続いて翌年1月から移動通信3社のIP放送から公開された。中国のSohu TVで、再生回数が1億2千万回(2016年1月7日現在)を記録した。
日本では、2017年1月14日からBS12 トゥエルビで、『ステキな片想い』として放送が開始される。また、2016年10月からレンタル版DVDによるレンタルが開始され、2017年1月にDVD-BOXが発売される。

## あらすじ
大手芸能事務所のチョイ芸能事務所の社長で、手掛けた新人はすべてトップスターにする敏腕プロデューサーであるチェ・セフンは、ある現場でユ・イリョンと出会う。イリョンの整った顔立ちと独特な雰囲気が、セフンはこれまで経験したことのない感情をいだく。セフンは、何としてもスカウトしようと声をかけるが、優先すべきことがあるので芸能界に興味がないと断られてしまう。断られたことにショックを受けてしまうが、スカウトしようとさまざまな策を講ずるが、イリョンから快い返事がかえってこない。イリョンへの執着が日に日に強まってくるが、この思いが恋心だと気付きはじめる。セフンははじめての片思いに戸惑ってしまい、素直に気持ちを受け入れられないでいる。セフンはイリョンへの思いが募るあまり、傍から見るとおかしな行動をとってしまう。イリョンもセフンのことを気になりはじめている中で、セフンの真意をわからずにいる。

## キャスト
チェ・セフン
演 - チョン・イル
チョイ芸能事務所の社長。手掛ける新人はすべてトップスターにする敏腕プロデューサー。若くして成功したために、自信家で傲慢なところがある。
ユ・イリョン
演 - チン・セヨン
ソウルから離れた山奥に住んでいて、芸能界に興味を持っていない。整った顔立ちと独特な雰囲気がセフンの目に留まる。見かけによらず、気が強いところがある。
ホ・ビン(ホ室長)
演 - イ・シオン
チョイ芸能事務所の社員で、みんなにホ室長と呼ばれている。イリョンの世話役をしているが、イリョンの気ままな振る舞いに振り回されている。
ミンジュ
演 - ボラ(SISTAR)
韓国で知らない人がいないほどのアイドル。現場を抜け出してしまうなどトラブルメーカー。イリョンのことを気にかけている。

## 派生商品
- 『ステキな片想い』DVD-BOX(2017年1月25日、JVCケンウッド・ビクターエンタテインメント)[6]